# NGC 3785
NGC 3785 ist eine linsenförmige Galaxie vom Hubble-Typ S0 im Sternbild Löwe nördlich der Ekliptik. Sie ist schätzungsweise 408 Millionen Lichtjahre von der Milchstraße entfernt und hat einen Durchmesser von etwa 120.000 Lichtjahren. Gemeinsam mit NGC 3784 bildet sie das (optische) Galaxienpaar Holm 271.
Im selben Himmelsareal befinden sich u. a. die Galaxien NGC 3781 und NGC 3826.
Das Objekt wurde am 28. April 1881 vom französischen Astronomen Édouard Stephan entdeckt.